# Cimetière de West Norwood
Le cimetière de West Norwood (en anglais : West Norwood Cemetery) est un cimetière situé dans le quartier de West Norwood du sud de Londres, au Royaume-Uni. Il fait partie des sept grands cimetières historiques de la ville, appelés les Magnificent Seven.

## Situation
Le cimetière s'étend sur 16 hectares dans le borough de Lambeth et est longé par Robson Road au nord et par des propriétés privées sur le reste de son pourtour. L'entrée principale est située sur Norwood Road, où celle-ci se divise en Norwood High Street et Knights 'Hill, près de la jonction avec Robson Road.

## Histoire

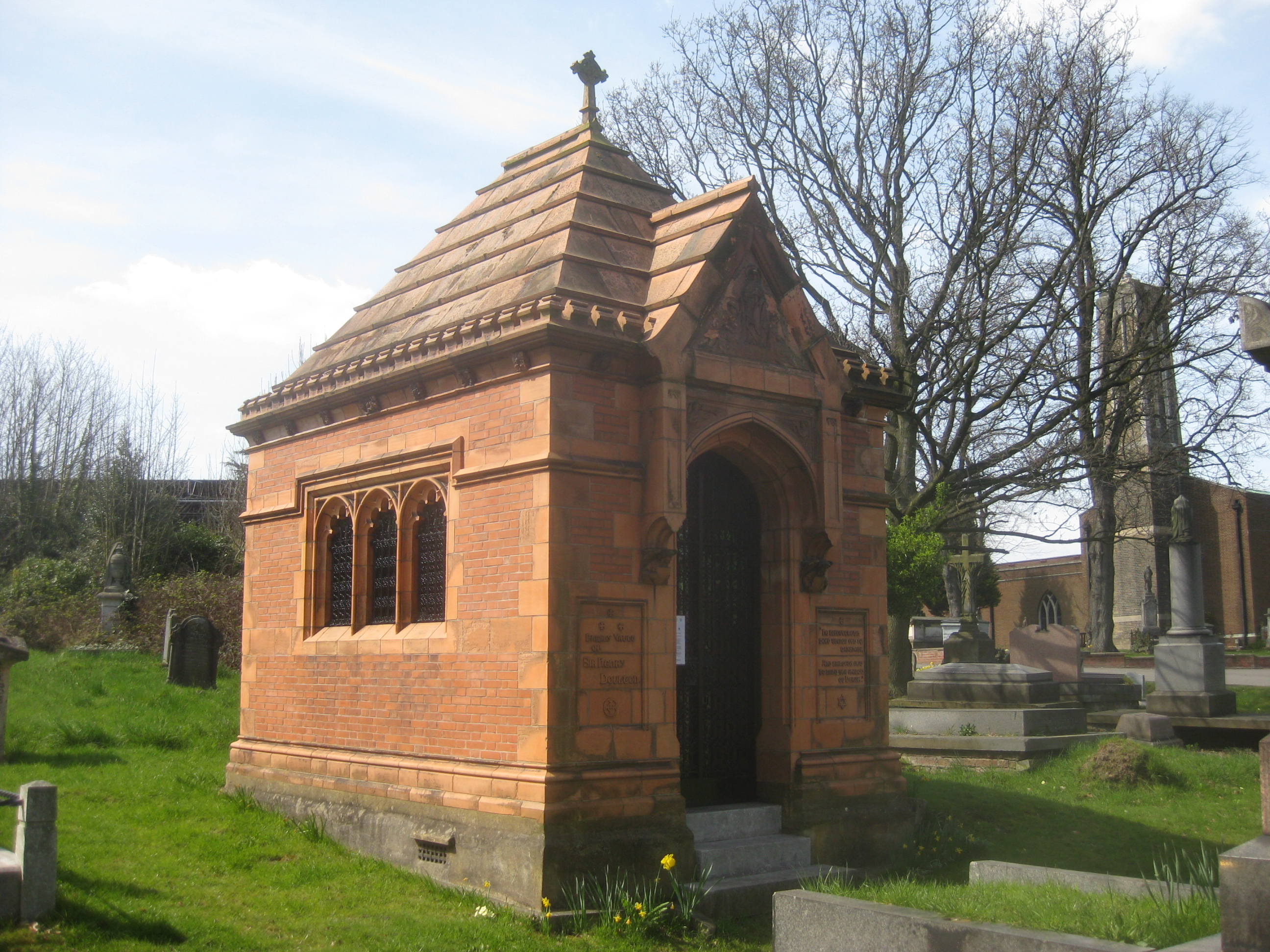
Mausolée de Sir Henry Doulton en terracotta

Ce cimetière fut ouvert en 1837 par la South Metropolitan Cemetery Company. Il est rapidement devenu un endroit à la mode pour les inhumations de célébrités et était beaucoup visité et admiré. Le cimetière de Norwood est un cimetière naturel (« Landscape cemetery »), dont les allées sont pleines d'arbres, d'arbustes et de fleurs. Le cimetière de Norwood est connu pour son architecture;  c’était le premier au monde à utiliser le style gothique.
Il y a : 
- des tombes artistiquement décorées ;
- des tombes grandioses ;
- un cimetière grec avec de nombreux mausolées.

Ce cimetière ainsi que 69 de ses monuments fait l'objet d'un classement au titre des bâtiments historiques.

## Personnalités inhumées
- Gideon Mantell (1790-1852), scientifique
- William Marsden (1796-1867), médecin
- David Roberts (1796-1864), peintre
- William Tite (1798-1873), architecte
- Douglas William Jerrold, écrivain et journaliste
- Henry Bessemer (1813-1898), industriel et métallurgiste
- Alexander Perceval (1787-1858), homme politique
- Paul Julius Reuter (1816-1899), créateur de l'agence Reuters
- Henry Tate (1819-1899), mécène à l'origine de la Tate Gallery
- Henry Doulton (1820-1897), entrepreneur
- William Burges (1827-1881), architecte
- Charles Spurgeon (1834-1892), prédicateur
- Isabella Beeton (1836-1865), écrivaine culinaire
- Hiram Maxim (1840-1916), inventeur
- Charles Alcock (1842-1907), footballeur et administrateur sportif
- Richard Webster, vicomte Alverstone (1842-1915), juriste et homme politique
- James Henry Greathead (1844-1896), ingénieur
- Tennessee Celeste Claflin (1844-1923), suffragette et femme d'affaires

## Galerie

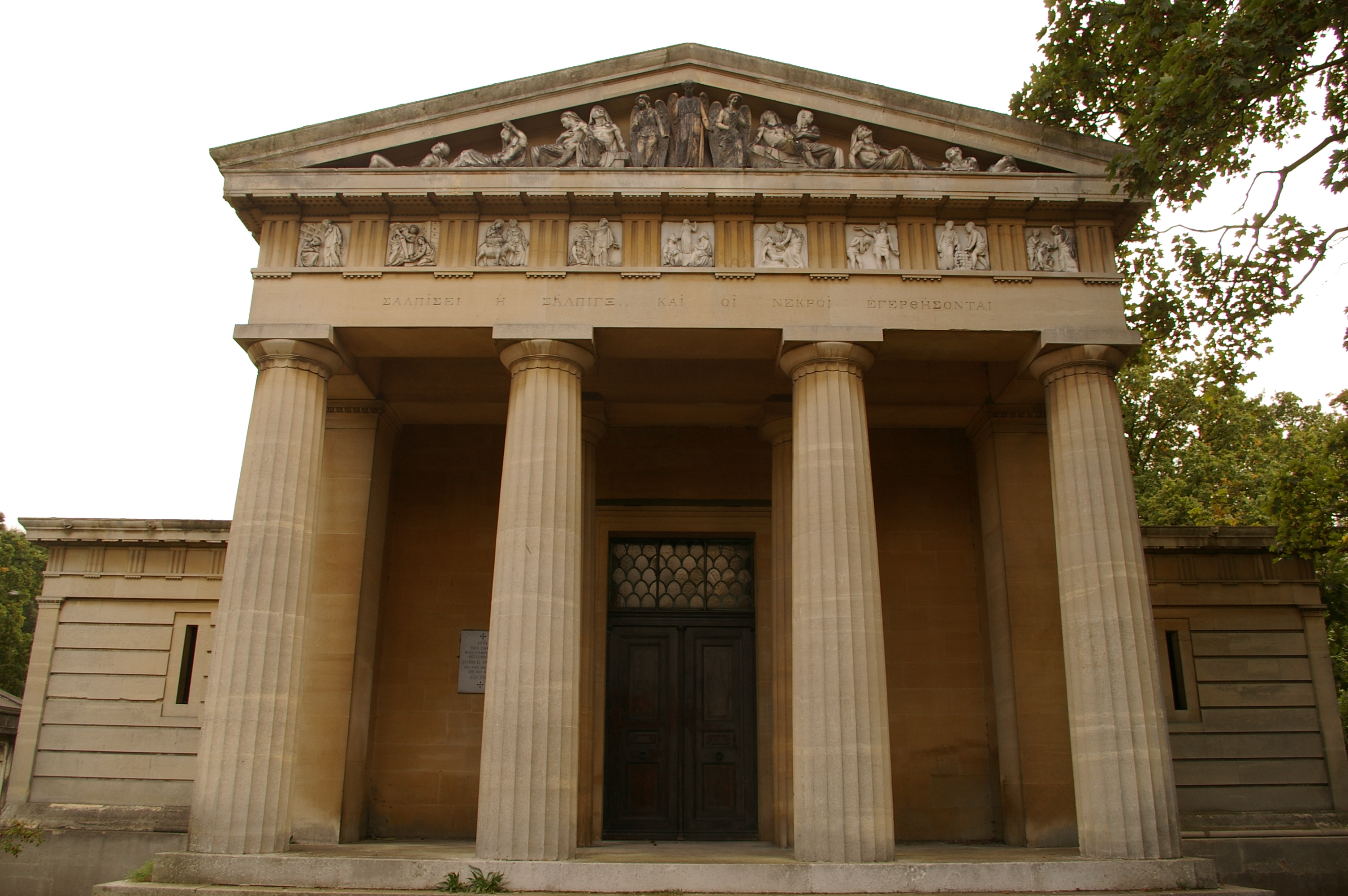
Cimetière grec
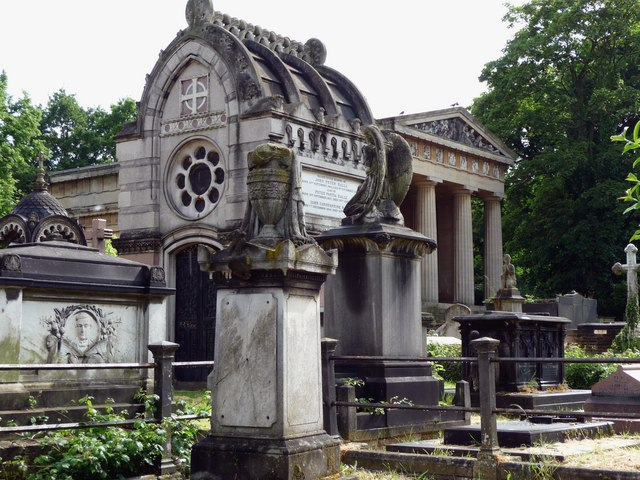
Tombes dans la partie grecque
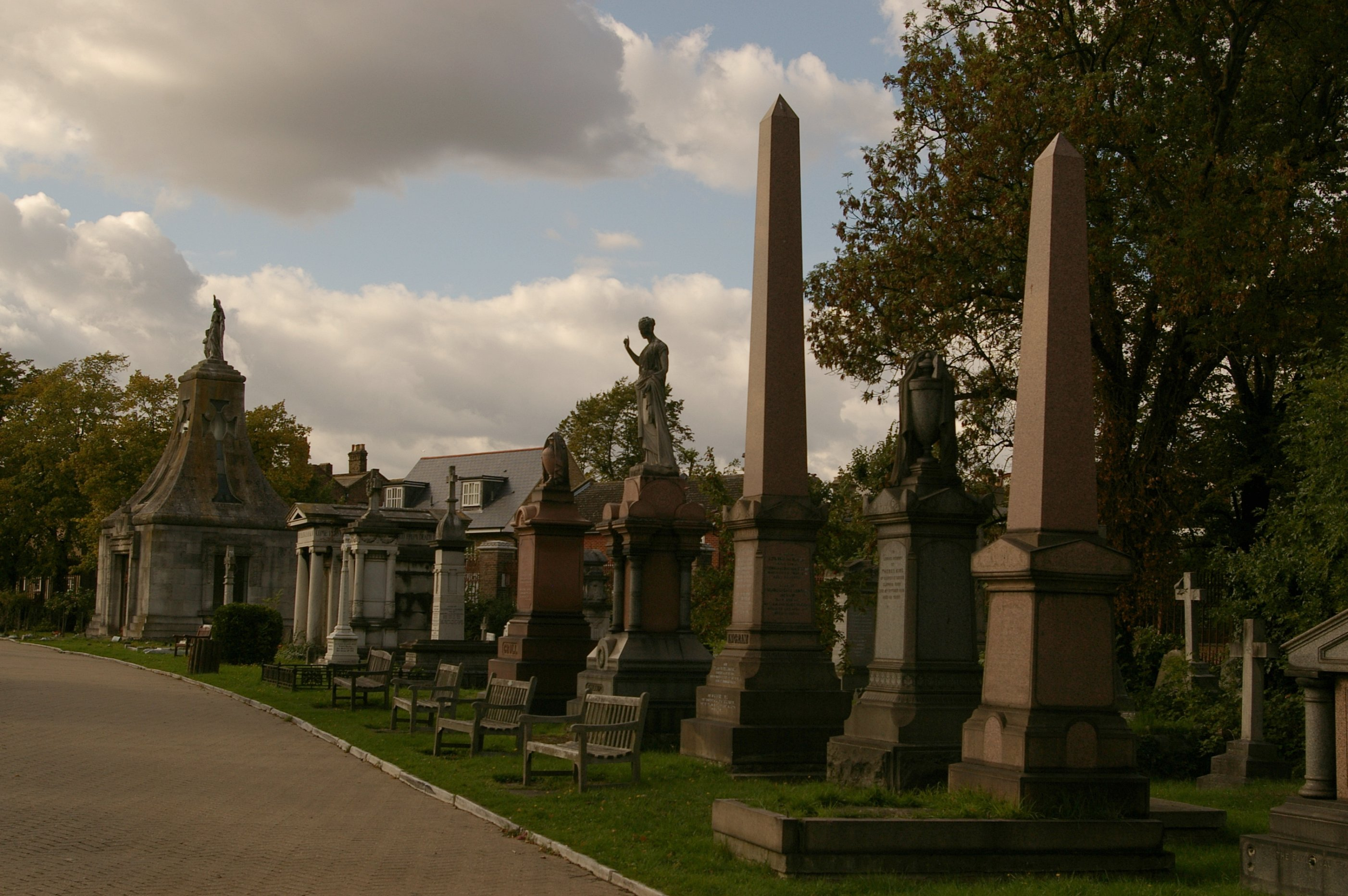
Vue des mausolées
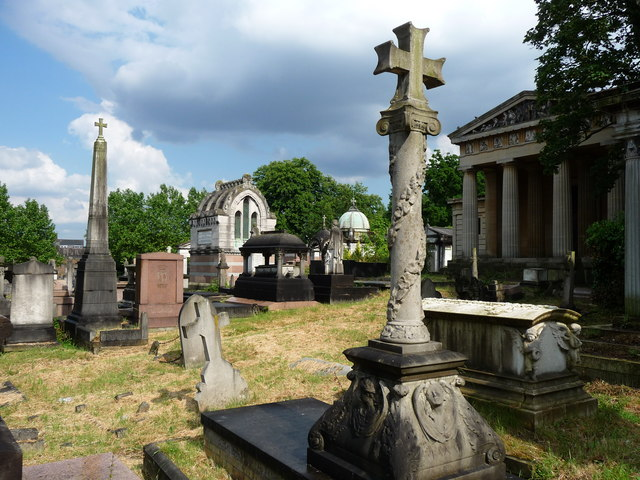
Monuments funéraires